# 鬱江
鬱江（うつこう、簡体字: 郁江、拼音: yù jiāng）は、中国南部（華南地区）の雲南省東部から広西チワン族自治区南部を流れる川であり、珠江水系の西江（せいこう）の右岸から合流する大きな支流である。雲南省の文山チワン族ミャオ族自治州広南県に発する右江（うこう、拼音: yòu jiāng）と、ベトナム領内から流れる左江（さこう、拼音: zuŏ jiāng）が、広西チワン族自治区南寧市で合流することにより鬱江となり、桂平市で西江（黔江）に合流する。右江源流からの長さは1,157キロメートル、平均比降は0.33‰、流域面積は89,677平方キロメートル、年平均流量は476.7億立方メートル。西江最大の支流である。広西チワン族自治区の区都の南寧市を流れ、ベトナム国境方向へ伸びる鬱江は、中国の西南地方の重要な水上交通路であった。

## 流路
鬱江の本流は右江である。右江は、源流付近では達良河と呼ばれる。雲南省文山チワン族ミャオ族自治州広南県蓮城鎮の那省上寨という村に発し、北へ流れて壩美鎮の坡們村で右岸から阿科河が合流した後は馱娘江と名を変える。北へ流れ、広西チワン族自治区百色市西林県に入る。馱娘江は西林県八達鎮の土黄村那汪屯で左岸から泥洞河を合流した後は東へ向きを変え、田林県八渡ヤオ族郷の福達村付近で左岸から八中河を合わせて東南に向きを変える。雲南省文山チワン族ミャオ族自治州富寧県との県境に至り、剥隘河と名を変える。
剥隘河は富寧県剥隘鎮の北で右岸から那馬河を合わせた後は東へ流れ、広西チワン族自治区百色市右江区に入る。東へ流れ、百色市の市街地より東で左岸から澄碧河を合流し、ここから右江と名を変えて東南に向きを変える。
右江は田陽区・田東県・平果県・隆安県と流れた後、南寧市の市轄区に入り、南寧市江南区江西鎮の同江村の北で右岸から左江を合わせた後、鬱江という名に変わる。なお、南寧市の市轄区では、鬱江は邕江（ようこう、拼音: yōng jiāng）と呼ばれている。西から東へ向けて南寧市南部の市区を通過した後は、横州市の市境に至る。鬱江は横州市の六景鎮で東南に向きを変え、珠江流域最大の西津水力発電所がある西津ダムに入り、ダムを出た後は東北へ向かい、貴港市港北区を経て、桂平市で西江に合流する。西江はこれより上流では黔江と呼ばれるが、鬱江合流後は潯江と名を変える。

## 流域の概要

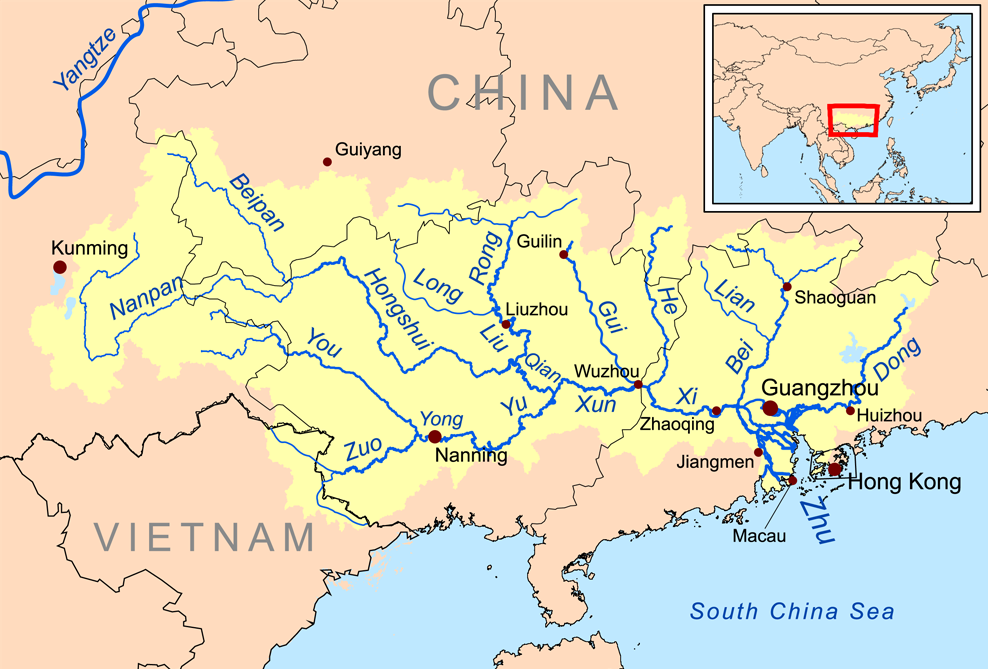
珠江流域図。雲南省から流れる右江（You）と、ベトナムから流れる左江（Zuo）が合流し、鬱江（Yu）となっている

鬱江の流域面積は89,677平方キロメートルで、そのうち雲南省が9,722平方キロメートル、広西チワン族自治区が68,352平方キロメートル、さらにベトナム領内が11,593平方キロメートルを占める。流域は雲貴高原の東南の縁で、カルスト地形が発達しており、峰々がそそり立ち、峡谷が縦横に走り、多数の鍾乳洞がある。流域の気候は亜熱帯で、西北部は気温が低く乾燥しているが、東南部は気温が高く湿潤である。年平均気温は16.7～22.1℃、年均降水量は1,115～1,470ミリメートル。